# Abael I
Abael I ou Abba-El I (r. ca. 1750 - ca. 1 720 a.C. segundo a cronologia média) foi rei de Iamade (Halabe) em sucessão de seu pai Hamurabi I.

## Vida
Hamurabi I deixou Iamade um país próspero, e o reinado de Abael I foi relativamente pacífica. Ele manteve boas relações comerciais com a Babilônia e o principal evento de seu tempo foi a rebelião de Zitradu, o governador da cidade de Irridu, que pertencia, junto de seu distrito, ao irmão de Abael, Iarinlim. Um tablete descoberto em Alalaque explica as circunstâncias que levaram à formação do Reino de Alalaque; nele Abael aparece destruindo Irridu e compensando seu irmão com a concessão dum reino hereditário à sua dinastia sob suserania de Halabe.
Abael jurou a si mesmo que não confiscaria o novo reino de seu irmão e que seria amaldiçoado caso algum dia o fizesse. Em retorno, Iarinlim jurou lealdade a seu irmão, especificando que se ele ou seus descendentes cometessem traição ou espalhassem os segredos de Abael para outro rei, suas terras seriam confiscadas.
A influência dos hurritas parece clara durante o reinado de Abael, pois ele rememora a ajuda prestada a ele pela deusa hurrita Hebate. Abael morreu em ca. 1 720 a.C. e foi sucedido por Iarinlim II, que muito provavelmente era seu filho, embora Moshe Weinfeld acredite que este Iarinlim II pode ser associado a Iarinlim de Alalaque, irmão do falecido rei.